# Stefka Madina
Stefka Mijailova Madina –en búlgaro, Стефка Михайлова Мадина– (Plovdiv, 23 de enero de 1963) es una deportista búlgara que compitió en remo.
Participó en los Juegos Olímpicos de Seúl 1988, obteniendo una medalla de bronce en la prueba de doble scull. Ganó dos medallas en el Campeonato Mundial de Remo, en los años 1983 y 1987.

## Palmarés internacional
| Juegos Olímpicos   | Juegos Olímpicos       | Juegos Olímpicos  | Juegos Olímpicos         |
| Año                | Lugar                  | Medalla           | Prueba                   |
| ------------------ | ---------------------- | ----------------- | ------------------------ |
| 1988               | Seúl (Corea del Sur)   | Medalla de bronce | Doble scull              |
| Campeonato Mundial |                        |                   |                          |
| Año                | Lugar                  | Medalla           | Prueba                   |
| 1983               | Duisburgo (RFA)        | Medalla de bronce | Cuatro scull con timonel |
| 1987               | Copenhague (Dinamarca) | Medalla de oro    | Doble scull              |